# Hässjön, Dalarna
Hässjön är en sjö i Malung-Sälens kommun i Dalarna och ingår i Dalälvens huvudavrinningsområde. Sjön har en area på 5,36 kvadratkilometer och ligger 470,1 meter över havet. Sjön avvattnas av vattendraget Ogströmmen (Ogan). Vid provfiske har bland annat abborre, bergsimpa, gädda och lake fångats i sjön.
Vid Hässjön ligger Sjöändan där det finns ett fäbodställe.

## Delavrinningsområde
Hässjön ingår i det delavrinningsområde (675960-137429) som SMHI kallar för Utloppet av Hässjön. Medelhöjden är 515 meter över havet och ytan är 41,89 kvadratkilometer. Räknas de 2 avrinningsområdena uppströms in blir den ackumulerade arean 59,66 kvadratkilometer. Ogströmmen (Ogan) som avvattnar avrinningsområdet har biflödesordning 4, vilket innebär att vattnet flödar genom totalt 4 vattendrag innan det når havet efter 436 kilometer. Avrinningsområdet består mestadels av skog (69 procent). Avrinningsområdet har 5,37 kvadratkilometer vattenytor vilket ger det en sjöprocent på 12,8 procent.

## Fisk
Vid provfiske har följande fisk fångats i sjön:
- Abborre
- Bergsimpa
- Gädda
- Lake
- Mört
- Siklöja